# Komet NEAT 3
Komet NEAT 3 ali 180P/NEAT je periodični komet z obhodno dobo okoli 7,5 let. Komet pripada Jupitrovi družini kometov .

## Odkritje
Komet so odkrili 6. novembra 2000 v okviru programa NEAT.